# Ramona and Beezus
Ramona and Beezus es una adaptación cinematográfica, basada en el libro Ramona y Beezus (en español: Ramona y su hermana), y también basada en la serie infantil Ramona de los niños de Beverly Cleary.

## Sinopsis
Ramona vive de la imaginación, una energía ilimitada y accidentadas payasadas que tienden a mantener a todos pendientes de ella. Pero su incontenible sentido de la diversión, aventura y travesuras pueden ser muy útiles cuando se proponga ayudar a salvar la casa de su familia.

## Sencillos
- "Live Like There's No Tomorrow" es un sencillo promocional de la película, para promocionar la misma; la canción es interpretada por Selena Gomez & the Scene y está incluida en su segundo álbum A Year Without Rain. También se puede comprar el CD con el sencillo del mismo nombre. No hay ningún video musical.

## Reparto
- Joey King como Ramona Quimby.
- Selena Gomez como Beatrice "Beezus" Quimby.
- Ginnifer Goodwin como Beatrice "Tía Bea".
- John Corbett como Bob Quimby.
- Bridget Moynahan como Dorothy Quimby.
- Sandra Oh como Sra. Meacham.
- Josh Duhamel como Tío Hobart.
- Hutch Dano como Henry Huggins.
- Jason Spevack como Howie Kemp.